# Naomi (romance)
Naomi (em japonês: 痴人の愛, transl Chijin no ai) é um romance escrito pelo autor japonês Jun'ichirō Tanizaki (1886-1965). A escrita do romance começou em 1924, e de março a junho, o Morning News de Osaka (大阪朝日新聞 Osaka Asahi Shinbun) publicou os primeiros capítulos da série. Quatro meses depois, a revista feminina ( 女性 Josei ) começou a publicar os capítulos restantes. Vários editores japoneses e norte-americanos compilaram os capítulos e os publicaram como um livro desde 1947.
No primeiro capítulo, Naomi é escrita com três caracteres chineses ; no entanto, durante todo o resto do romance, o nome de Naomi é descrito em katakana , o silabário japonês reservado para escrever e soar palavras estrangeiras.
Naomi foi adaptado para o cinema várias vezes, um exemplo notável sendo adaptada por Yasuzo Massumura em 1967.

## Resumo do Enredo
O romance é focado na paixão de Jōji por Naomi, uma modern girl (modan gāru).
Jōji é um homem de 28 anos que muda-se para a cidade com o objetivo de se tornar mais ocidentalizado.
Assim que a conhece, leva Naomi para sua casa e começa seus esforços para torná-la uma perfeita esposa ocidental. Ela acaba por ser uma aluna muito disposta. Ele paga por sua educação em inglês, e embora ela tenha pouca habilidade gramatical, ela possui uma bela pronúncia. Ele financia suas atividades ocidentais, incluindo seu amor pelo teatro, dança e revistas. Durante a parte inicial do romance, Jōji não faz avanços sexuais em Naomi, preferindo, em vez disso, prepará-la de acordo com seus desejos e observá-la à distância. No entanto, à medida que o tempo avança e sua obsessão toma conta, a manipulação de Naomi a coloca em uma posição de poder sobre ele.

## Histórico de Publicações
- 1924, Japão, Osaka Morning News , março de 1924, serialização (primeiro semestre)
- 1924, Japão, revista feminina , 1924, serialização (segunda metade)
- 1947, Japão, Shinchōsha ISBN  4-10-100501-X , novembro de 1947, brochura
- 1952, Japão, Kadokawa Shoten ISBN  4-04-100503-5 , janeiro de 1952, brochura
- 1985, Japão, Chūōkōron Shinsha ISBN  4-12-201185-X , janeiro de 1985, brochura
- 1985, Estados Unidos, Knopf ISBN  0-394-53663-0 , 12 de setembro de 1985, capa dura
- 2001, Inglaterra, Vintage Books ISBN  0-375-72474-5 , 10 de abril de 2001, paperback